# Maria Egiziaca
Représentations notables
Maria Egiziaca, mistero lirico P 170 est un opéra en 1 acte et 3 scènes d'Ottorino Respighi sur un livret de Claudio Guastalla, d'après l'histoire de Marie l'Égyptienne. 
Respighi a terminé la composition le 30 juillet 1931 à Rome. La création de cet opéra a eu lieu au Carnegie Hall de New York, le 16 mars 1932 en version de concert, sous la direction du compositeur car le chef d'orchestre Arturo Toscanini a été absent à la dernière minute. La première représentation sur scène a eu lieu au Teatro Goldoni à Venise le 10 août 1932. L'opéra a été publié par Ricordi à Milan en 1931. Dans le livret et la musique, on trouve de nombreux archaïsmes. La partition évoque le chant grégorien, la musique de la Renaissance et celle de Monteverdi.

## Intrigue
Lieu de l'action :
Un grand triptyque fermé, avec une belle corniche sculptée et dorée, reposant sur trois gradins recouverts de velours pourpre. Deux anges vêtus de blanc, mince et aptères, sortent lentement du mur, de chaque côté de la scène : légers et silencieux, ils ouvrent les portes du triptyque, et disparaissent.
Scène I : apparaît le port d'Alexandrie couvert de voiles et de mâts. Un navire est à quai. Maria assise sur une borne basse, bavarde avec un peu mélancolique avec un jeune marin, appuyé aux haubans. Elle exprime un désir d'aventure vers des terres lointaines. La musique est très colorée et impressionniste, faisant allusion à des voyages. Un pèlerin entre et Maria lui demande si elle peut demander de monter sur le navire. Il répond par l'affirmative, si elle peut payer, mais il est indigné quand elle suggère qu'elle paiera en accordant ses faveurs. Dans leur dialogue, la partie de Maria est accompagnée seulement par le clavecin jusqu'à ce que le paiement soit suggéré par l'entrée de l'orchestre. La musique se fait alors de plus en plus voluptueuse pour indiquer que Maria tente de persuader le marin d'accepter ses conditions. 
Le premier interlude est descriptif du voyage avec le bruit du clapotis de la mer et, ensuite, sur un ton plus dramatique, suggère la dépravation de Maria à bord du navire, avant que la musique ne s'apaise et arrive à une atmosphère plus pastorale quand le voyage se termine et que la scène se déroule à Jérusalem.
Scène II: Maria arrive à l'église derrière un lépreux et un pauvre. Elle a été guidée par une femme aveugle à qui elle a donné du pain. Lorsque Maria tente d'entrer dans l'église, elle est repoussée par le pèlerin. Maria lui fait des remontrances dans un long aria, manifestant d'abord du dédain, puis exprimant son désir de connaître Dieu, suivi par un choc et un ravissement lorsque l'ange apparaît et lui demande de se repentir de ses nombreux péchés. L'ange lui dit de chercher la purification dans la grotte de l'ermite delà de la rivière sacrée et le chant du chœur met un terme à la scène lorsque Maria se précipite dans l'église. 
La deuxième interlude s'enchaîne après la fin de la scène II, sans interruption dans la musique.
Maria se prosterne devant la Croix, quitte la ville et reçoit la Sainte Communion dans l'église près du Jourdain dans lequel elle est baptisée avant d'aller se retirer dans la solitude du désert.
La scène III s'ouvre avec l'abbé Zosimo (le même personnage que le pèlerin que nous avons rencontré dans les scènes I et II) sortant de sa grotte pour voir le lion qui a creusé une fosse. Zosimo pense qu'il s'agit donc de sa tombe. Une vieille femme courbée apparaît avec ses longs cheveux couvrant sa nudité. C'est Maria. Elle demande à Zosimo de la couvrir et lui dit que cette fosse sera sa tombe. Elle lui demande de se souvenir d'elle et de lui donner l'absolution finale. Reconnaissant que son visage "reflète déjà la lumière du Paradis", il l'absout et l'opéra se termine par un duo extatique à la louange du Seigneur dans lequel ils sont rejoints par le chœur des anges. Le rideau tombe pendant que les portes du triptyque se referment lentement. 

## Rôles
| Rôles                                          | Voix        | Création, le 16 mars 1932 Chef d'orchestre:Ottorino Respighi |
| ---------------------------------------------- | ----------- | ------------------------------------------------------------ |
| Maria                                          | soprano     | Charlotte Börner                                             |
| Le pèlerin/l’abbé Zosimo                       | baryton     | Nelson Eddy                                                  |
| Le lépreux                                     | ténor       | Evelina Levi                                                 |
| Le marin                                       | ténor       | Alfredo Tedeschi                                             |
| Second compagnon/pauvre homme                  | contralto   | Myrtle Leonard                                               |
| Premier compagnon/femme aveugle/voix de l'ange | soprano     | Helen Gleason                                                |
| Les anges                                      | chœur mixte |                                                              |

## Instrumentation
Maria Egiziaca est écrit avec l'instrumentation suivante:
flûte, hautbois, 2 clarinettes, basson, 2 cors, trompette, 2 trombones, clavecin (ou piano), cordes.

## Enregistrements
| Année | Distribution: Maria, Marib, Pèlerin                 | Chef d'orchestre, Opéra et Orchestre                                                                                            | Label                                           |
| ----- | --------------------------------------------------- | --- | ----------------------------------------------- |
| 1980  | Javora Stoilova, Nazzareno Antinori, Carlo Desideri | Ottavio Ziino, Orchestre et Chœur de l'Académie nationale Sainte-Cécile (enregistrement en direct au Festival Respighi, Assise) | CD: Bongiovanni Cat: GL 2008-2 (published 1999) |
| 1989  | Veronika Kincses, Janos Nagy, Lajos Miller          | Lamberto Gardelli, Chœur de la Radio et Télévision Hongroise et Orchestre de la Philharmonie nationale hongroise                | CD: Hungaroton Cat: HCD 31118                   |